# El Perlo de Triana
Eugenio Carrasco Morales (n. Málaga, 25 de diciembre de 1925 - f. Sevilla, 21 de diciembre de 2013), más conocido como "El Perlo de Triana", fue un cantaor español, poeta y letrista de temas flamencos. Compuso temas para los más grandes artistas del panorama flamenco como Serranito, Arcángel, Ricardo Miño, La Tobala, José de la Tomasa o Manuel Molina. Hijo de la Perla de Triana, Carrasco nació en Málaga, pero su familia se trasladó poco después de nacer a Sevilla y en el barrio de Triana creció y, muy pronto, fue amadrinado por la Niña de los Peines, que lo arropó desde sus primeros martinetes, tangos, soleás y seguirillas.

## Letras
- Bebí de tus labios – Eugenio Carrasco – A. García Cano – 2,15 m LP-CP9257 – Bambino – Columbia

## Discografía
- La Perla de Triana y Familia  (2001) Pasarela
- “Fiesta Flamenca” – El Perlo de Triana / ¡Que Cai! – Marujita Baena / Cosas de Cádiz + 2 (EP)
- “3ª Época: 1926 – 1939 (La Ópera Flamenca)”